# زلتسبرگ، اتریش
زلتسبرگ (به آلمانی: Sulzberg) یک منطقهٔ مسکونی در اتریش است که در ناحیه برگنتس واقع شده‌است. زلتسبرگ ۲۳٫۰۶ کیلومتر مربع مساحت دارد ۱٬۰۱۵ متر بالاتر از سطح دریا واقع شده‌است.